# Мануель Аканджі
Мануель Аканджі (нім. Manuel Akanji, нар. 19 липня 1995, Нефтенбах) — швейцарський футболіст нігерійського походження, захисник клубу «Манчестер Сіті» і національної збірної Швейцарії.

## Клубна кар'єра
Народився 19 липня 1995 року в місті Нефтенбах. Вихованець футбольної школи клубу «Вінтертур». Дорослу футбольну кар'єру розпочав 2013 року в основній команді того ж клубу, в якій провів два сезони, взявши участь у 35 матчах другого за рівнем дивізіону Швейцарії.
Влітку 2015 року Аканджі перейшов у «Базель», з яким двічі поспіль виграв чемпіонат Швейцарії, а також у другому з сезонів ще й національний Кубок. Тим не менш основним гравцем Мануель став лише у наступному сезоні 2017/18. Як швейцарські чемпіони «Базель» кваліфікувався до групового етапу Ліги чемпіонів. Аканджі зіграв повністю у всіх шести матчах, зокрема і в переможній грі проти «Манчестер Юнайтед» (1:0) і допоміг команді зайняти друге місце у групі та вийти в плей-оф.
15 січня 2018 року перейшов у «Боруссію» (Дортмунд). Станом на 4 червня 2018 року відіграв за дортмундський клуб 11 матчів в національному чемпіонаті.

## Виступи за збірні
Протягом 2014—2015 років залучався до складу молодіжної збірної Швейцарії. На молодіжному рівні зіграв у 8 офіційних матчах.
9 червня 2017 року дебютував в офіційних матчах у складі національної збірної Швейцарії в кваліфікаційній грі на чемпіонат світу 2018 року проти збірної Фарерських островів. Наступного року у складі збірної був учасником чемпіонату світу 2018 року у Росії.
| Дата       | Місто           | Господарі         | Результат               | Гості             | Турнір                                         | Голи | Примітки |
| ---------- | --------------- | ----------------- | ----------------------- | ----------------- | ---------------------------------------------- | ---- | -------- |
| 9-6-2017   | Торсгавн        | Фарерські острови | 0 – 2                   | Швейцарія         | Відбір до ЧС 2018                              | -    |          |
| 31-8-2017  | Санкт-Галлен    | Швейцарія         | 3 – 0                   | Андорра           | Відбір до ЧС 2018                              | -    |          |
| 9-11-2017  | Белфаст         | Північна Ірландія | 0 – 1                   | Швейцарія         | Відбір до ЧС 2018                              | -    |          |
| 12-11-2017 | Базель          | Швейцарія         | 0 – 0                   | Північна Ірландія | Відбір до ЧС 2018                              | -    |          |
| 23-3-2018  | Афіни           | Греція            | 0 – 1                   | Швейцарія         | товариський матч                               | -    |          |
| 3-6-2018   | Вілярреаль      | Іспанія           | 1 – 1                   | Швейцарія         | товариський матч                               | -    |          |
| 8-6-2018   | Лугано          | Швейцарія         | 2 – 0                   | Японія            | товариський матч                               | -    | 46'      |
| 17-6-2018  | Ростов-на-Дону  | Бразилія          | 1 – 1                   | Швейцарія         | ЧС 2018 - груповий етап                        | -    |          |
| 22-6-2018  | Калінінград     | Сербія            | 1 – 2                   | Швейцарія         | ЧС 2018 - груповий етап                        | -    |          |
| 27-6-2018  | Нижній Новгород | Швейцарія         | 2 – 2                   | Коста-Рика        | ЧС 2018 - груповий етап                        | -    |          |
| 3-7-2018   | Санкт-Петербург | Швеція            | 1 – 0                   | Швейцарія         | ЧС 2018 - 1/8 фіналу                           | -    |          |
| 8-9-2018   | Санкт-Галлен    | Швейцарія         | 6 – 0                   | Ісландія          | Ліга націй УЄФА 2018—2019 - груповий етап      | -    |          |
| 11-9-2018  | Лестер          | Англія            | 1 – 0                   | Швейцарія         | товариський матч                               | -    | 46'      |
| 23-3-2019  | Тбілісі         | Грузія            | 0 – 2                   | Швейцарія         | Відбір до ЧЄ 2020                              | -    |          |
| 26-3-2019  | Базель          | Швейцарія         | 3 – 3                   | Данія             | Відбір до ЧЄ 2020                              | -    | 90+1'    |
| 5-6-2019   | Порту           | Португалія        | 3 – 1                   | Швейцарія         | Ліга націй УЄФА 2018—2019 - півфінал           | -    |          |
| 9-6-2019   | Гімарайнш       | Швейцарія         | 0 – 0 д.ч. (5 – 6 п.п.) | Англія            | Ліга націй УЄФА 2018—2019 - матч за 3-тє місце | -    | [ 8 ]    |
| 5-9-2019   | Дублін          | Ірландія          | 1 – 1                   | Швейцарія         | Відбір до ЧЄ 2020                              | -    |          |
| 12-10-2019 | Копенгаген      | Данія             | 1 – 0                   | Швейцарія         | Відбір до ЧЄ 2020                              | -    |          |
| 15-10-2019 | Лансі           | Швейцарія         | 2 – 0                   | Ірландія          | Відбір до ЧЄ 2020                              | -    | 46'      |
| 15-11-2019 | Санкт-Галлен    | Швейцарія         | 1 – 0                   | Грузія            | Відбір до ЧЄ 2020                              | -    |          |
| 18-11-2019 | Гібралтар       | Гібралтар         | 1 – 6                   | Швейцарія         | Відбір до ЧЄ 2020                              | -    | 65'      |
| 3-9-2020   | Львів           | Україна           | 2 – 1                   | Швейцарія         | Ліга націй УЄФА 2020—2021 - груповий етап      | -    |          |
| 6-9-2020   | Базель          | Швейцарія         | 1 – 1                   | Німеччина         | Ліга націй УЄФА 2020—2021 - груповий етап      | -    |          |
| 14-11-2020 | Базель          | Швейцарія         | 1 – 1                   | Іспанія           | Ліга націй УЄФА 2020—2021 - груповий етап      | -    |          |
| 25-3-2021  | Софія           | Болгарія          | 1 – 3                   | Швейцарія         | Відбір до ЧС 2022                              | -    | 54'      |
| 28-3-2021  | Санкт-Галлен    | Швейцарія         | 1 – 0                   | Литва             | Відбір до ЧС 2022                              | -    |          |
| 31-3-2021  | Санкт-Галлен    | Швейцарія         | 3 – 2                   | Фінляндія         | товариський матч                               | -    | 46'      |
| 30-5-2021  | Санкт-Галлен    | Швейцарія         | 2 – 1                   | США               | товариський матч                               | -    | 46'      |
| 12-6-2021  | Баку            | Уельс             | 1 – 1                   | Швейцарія         | ЧЄ 2020 - груповий етап                        | -    |          |
| 16-6-2021  | Рим             | Італія            | 3 – 0                   | Швейцарія         | ЧЄ 2020 - груповий етап                        | -    |          |
| 20-6-2021  | Баку            | Швейцарія         | 3 – 1                   | Туреччина         | ЧЄ 2020 - груповий етап                        | -    |          |
| 28-6-2021  | Бухарест        | Франція           | 3 – 3 д.ч. (4 – 5 п.п.) | Швейцарія         | ЧЄ 2020 - 1/8 фіналу                           | -    | 108'     |
| 2-7-2021   | Санкт-Петербург | Швейцарія         | 1 – 1 д.ч. (1 – 3 п.п.) | Іспанія           | ЧЄ 2020 - чвертьфінал                          | -    |          |
| 5-9-2021   | Базель          | Швейцарія         | 0 – 0                   | Італія            | Відбір до ЧС 2022                              | -    |          |
| 8-9-2021   | Белфаст         | Північна Ірландія | 0 – 0                   | Швейцарія         | Відбір до ЧС 2022                              | -    |          |
| 9-10-2021  | Лансі           | Швейцарія         | 2 – 0                   | Північна Ірландія | Відбір до ЧС 2022                              | -    | 53'      |
| 12-11-2021 | Рим             | Італія            | 1 – 1                   | Швейцарія         | Відбір до ЧС 2022                              | -    | 81'      |
| 26-3-2022  | Лондон          | Англія            | 2 – 1                   | Швейцарія         | товариський матч                               | -    |          |
| 9-6-2022   | Лансі           | Швейцарія         | 0 – 1                   | Іспанія           | Ліга націй УЄФА 2022—2023 - груповий етап      | -    | 79'      |
| 12-6-2022  | Лансі           | Швейцарія         | 1 – 0                   | Португалія        | Ліга націй УЄФА 2022—2023 - груповий етап      | -    |          |
| 24-9-2022  | Сарагоса        | Іспанія           | 1 – 2                   | Швейцарія         | Ліга націй УЄФА 2022—2023 - груповий етап      | 1    |          |
| 17-11-2022 | Абу-Дабі        | Гана              | 2 – 0                   | Швейцарія         | товариський матч                               | -    | 46'      |
| 24-11-2022 | Ель-Вакра       | Швейцарія         | 1 – 0                   | Камерун           | ЧС 2022 - груповий етап                        | -    | 83'      |
| 28-11-2022 | Доха            | Бразилія          | 1 – 0                   | Швейцарія         | ЧС 2022 - груповий етап                        | -    |          |
| 2-12-2022  | Доха            | Сербія            | 2 – 3                   | Швейцарія         | ЧС 2022 - груповий етап                        | -    |          |
| 6-12-2022  | Лусаїл          | Португалія        | 6 – 1                   | Швейцарія         | ЧС 2022 - 1/8 фіналу                           | 1    |          |
| 25-3-2023  | Новий Сад       | Білорусь          | 0 – 5                   | Швейцарія         | Відбір до ЧЄ 2024                              | -    | 82'      |
| 28-3-2023  | Лансі           | Швейцарія         | 3 – 0                   | Ізраїль           | Відбір до ЧЄ 2024                              | -    |          |
| Усього     |                 | Матчів            | 49                      |                   | Голів                                          | 2    |          |

## Титули і досягнення
- Чемпіон Швейцарії (2):

«Базель»: 2015-16, 2016-17
- Володар Кубка Швейцарії (1):

«Базель»: 2016-17
- Володар Суперкубка Німеччини (1):

«Боруссія» (Дортмунд): 2019
- Володар Кубка Німеччини (1):

«Боруссія» (Дортмунд): 2020-21
- Чемпіон Англії (2):

«Манчестер Сіті»: 2022-23, 2023-24
- Володар Кубка Англії (1):

«Манчестер Сіті»: 2022-23
- Переможець Ліги чемпіонів УЄФА (1):

«Манчестер Сіті»: 2022-23
- Володар Суперкубка УЄФА (1):

«Манчестер Сіті»: 2023
- Переможець Клубного чемпіонату світу (1):

«Манчестер Сіті»: 2023
- Володар Суперкубка Англії (1):

«Манчестер Сіті»: 2024

## Особисте життя
Його мати є швейцаркою, а батько — нігерійцем. Його сестра Сара також займається футболістом. У дитинстві Мануель також займався тенісом.